# Albericus Trium Fontanum
Albericus Trium Fontanum sau Albericus Trium Fontium (în franceză Aubri (Aubry) de Trois-Fontaines); (d. cca. 1252) a fost un călugăr din ordinul cistercienilor și cronicar de limba latină. El a fost monah al abației Trois-Fontaines, din dioceza Châlons-sur-Marne. În 1232, a început redactarea lucrării sale, Chronica Albrici Monachi Trium Fontium, care descrie evenimente ale istoriei universale de la Facerea lumii până la anul 1241.
Albericus a încetat din viață după anul 1252.